# Optisk dispersion
Dispersion refererer til, at fasehastigheden af en elektromagnetisk bølge afhænger af bølgens frekvens.
Når lys passerer en grænseflade mellem to gennemsigtige materialer, f.eks. luft og glas, brydes lyset ved det der kaldes refraktion og skifter derved retning. Graden af afbøjning afhænger bl.a. af det såkaldte brydningsindeks mellem de to materialer, og dette brydningsindeks varierer i større eller mindre grad med lysbølgernes længde, og dermed lysets farve.
 Alle kendte, gennemsigtige materialer har en større eller mindre, men målelig variation i deres brydningsindeks, og for langt de fleste materialers vedkommende er brydningsindekset større overfor kortere end overfor længere bølgelængder (dvs. blåt lys brydes mere end rødt).
Materialer med stor variation i brydningsindeks siges at have stor dispersion (farvespredning): Prismet øverst på illustrationen til højre har denne egenskab, og er derfor egnet til at "sortere" det hvide lys der kommer ind fra venstre i dets bestanddele af forskellige bølgelængder/farver, i for langt de fleste materialer er brydningsindekset større for korte bølgelængder end for længere bølgelængder.
Det nederste af de to viste prismer har en lille dispersion, og er således egnet til brug i billeddannende optisk udstyr som f.eks. kameraer og kikkerter, fordi alle farver i motivet sendes i omtrent samme retning. Bruger man det "forkerte" materiale til den slags udstyr, vil skarpe kontraster i billedet blive forsynet med blå og røde "kanter" – en fejl som kaldes for kromatisk aberration.
Da lysets hastighed igennem et gennemsigtigt materiale afhænger af brydningsindekset, betyder dispersionen i materialet også, at lys med forskellige bølgelængder passerer med forskellige hastigheder -- jo længere bølgelængde, desto større hastighed: Sender man et kort, hvidt lysglimt (dvs. lys "blandet" af mange forskellige bølgelængder) igennem f.eks. en lysleder, vil glimtet i den anden ende observeres som først rødt, så gult og grønt, og til sidst blåt.